# Salon d'Automne de 1911
Le Salon d'Automne de 1911 est la neuvième édition du Salon d'Automne, une exposition artistique annuelle à Paris, en France. Il se tient du 1er octobre 1911 au 8 novembre 1911 au Grand Palais et expose des peintures cubistes de peintres français suiveurs de Pablo Picasso et Georges Braque.

## Œuvres présentées
- Albert Gleizes, La Chasse.
- Albert Gleizes, Portrait de Jacques Nayral.
- Fernand Léger, Essai pour trois portraits.
- Jean Metzinger, Le Goûter.
- Charles Péquin.
- Konrad Starke, rétrospective-hommage.
- Léopold Survage.